# 超弦理論

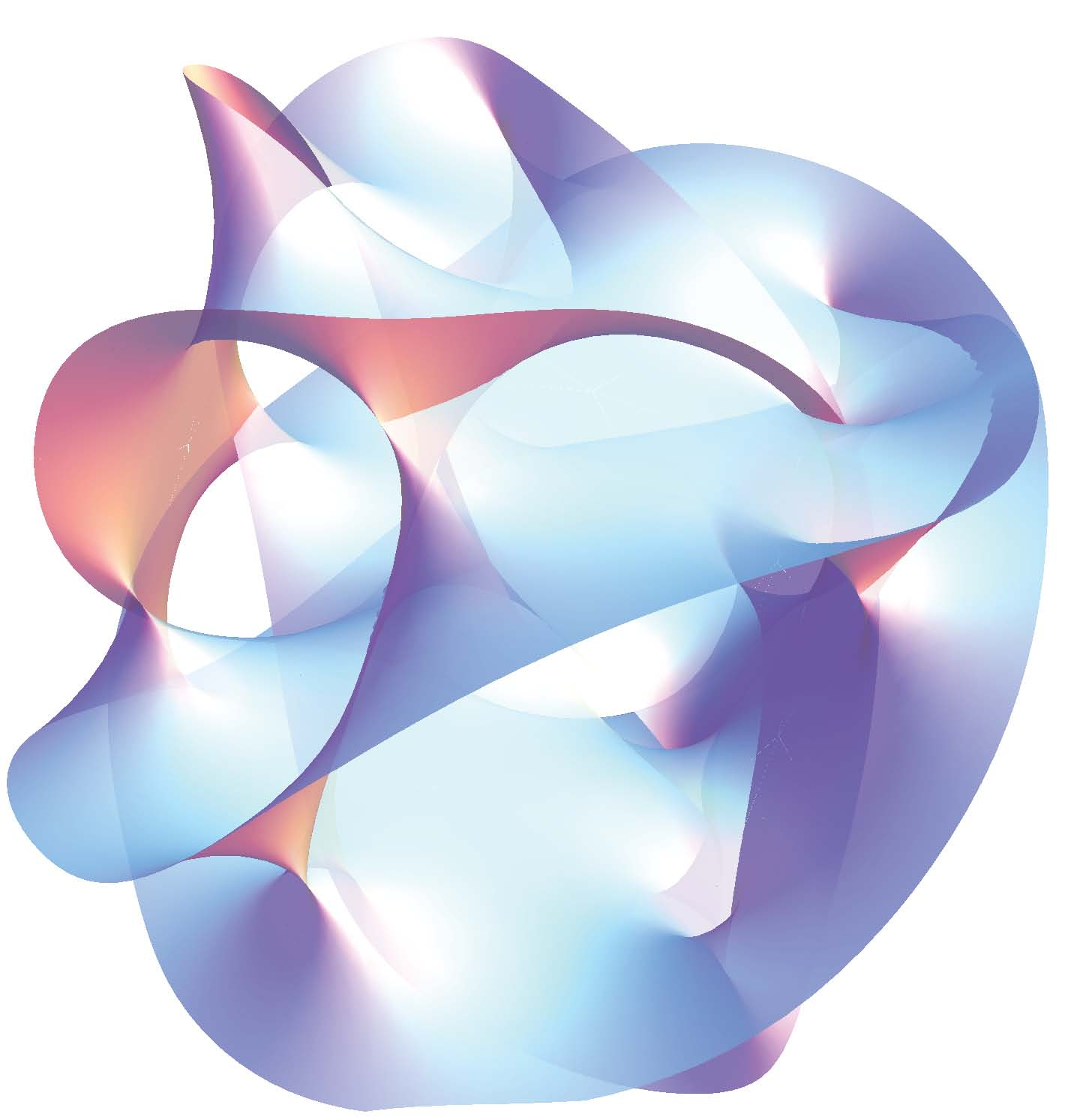
カラビ-ヤウ空間

超弦理論（ちょうげんりろん、英語: superstring theory）は、物質の基本的な構成要素を理解するためのモデルであり、物理学の理論、仮説の1つ。物質の基本的単位を、大きさが無限に小さな0次元の点粒子ではなく、1次元の拡がりをもつ弦であると考える弦理論に、超対称性という考えを加え、拡張したもの。超ひも理論、スーパーストリング理論とも呼ばれる。
宇宙の姿やその誕生のメカニズムを解き明かし、同時に原子、素粒子、クォークといった微小な物のさらにその先の世界を説明できる仮説として注目を集めている。しかし、本理論を裏付けるような実験結果は十分得られていない。また、この理論を実証する実験のために必要なエネルギーは、人類が扱える範囲を逸脱していると想定されるため、この理論の検証可能性については議論の余地がある。

## 概論
超弦理論以前の物理学では、物質の最小単位は素粒子という大きさのない点粒子であると考えられていた。しかし、点粒子の場合、粒子間距離が0のとき、相互作用が無限大になってしまうという問題点があった。素粒子を記述する場の量子論という理論的枠組みにおいては、朝永振一郎らがくりこみという手法でこの発散の問題を解決したが、場の量子論は特殊相対論に基づく計算であり、一般相対論で記述される重力相互作用をミクロなスケールで記述するには別の理論が必要だと考えられた。
これに対して超弦理論では粒子を弦の振動として表すことによってこの問題が解決できる。1960年代、イタリアの物理学者、ガブリエーレ・ヴェネツィアーノが核子の内部で働く強い力の性質をベータ関数で表し、その式の示す構造が「弦 (string)」によって書けることに南部陽一郎、レオナルド・サスキンド、ホルガー・ベック・ニールセンらが気付いたことから始まる。
弦には「閉じた弦」と「開いた弦」の2種類を考えることができ、開いた弦はスピン1のゲージ粒子（光子、ウィークボソン、グルーオンなどに相当）を含み、閉じた弦はスピン2の重力子を含む。開いた弦の相互作用を考えるとどうしても閉じた弦、すなわち重力子を含まざるを得ない。そのため、強い力のみを記述する理論と捉えることは難しいことが分かった。
逆に言えば、弦を基本要素と考えることで、自然に重力を量子化したものが得られると考えられる。そのため、超弦理論は万物の理論となりうる可能性がある。超弦理論は素粒子の標準模型の様々な粒子を導出しうる大きな自由度を持ち、それを元に現在までに様々なモデルが提案されている。
このように極めて小さい弦を宇宙の最小基本要素と考え、自然界の全ての力を数学的に表現しようというのが、いわゆる弦理論（超弦理論、M理論を含む）の目指すところである。
この理論の想定する「ひも」の大きさが実証不可能に思えるほど小さい（プランク長程度とすると 10-35m）ことなどから、物理学の定説としての地位を得るには至っていない。また今後実証されるかどうかも未知数の理論である。

## 基本的な説明
一般相対性理論と量子力学の折り合いをつけた理論（量子重力理論）を構築することは、物理学者を悩ませていた大問題であった。超弦理論は、その問題を解決する可能性をもった理論である。
超弦理論には5つのバリエーションがあり、それぞれタイプI、IIA、IIB、ヘテロSO(32)、ヘテロE8×E8と呼ばれる。この5つの超弦理論はいずれも理論の整合性のために10次元時空を必要とする。空間の3次元に時間を加えた4次元が、人間の認識している次元数である。我々が認識できない残りの6次元は、カラビ・ヤウ多様体により量子スケールでコンパクト化され、小さなエネルギーでは観測できないとされる。また、11次元超重力理論をその低エネルギー極限に含んだM理論は更に1次元を加えて合計11次元を必要とする。これら6つの理論は様々な双対性によって互いに繋がっている。M理論は、先に挙げた5つバリエーションを統合するものとしても注目されている。
弦の振動は、コンパクト化されている6次元により制約を受け、その振動の形により、特定の量子を形作っている。超弦理論では基本的物体は1次元の弦であったが、M理論では加えられたもう1次元によって基本的物体は2次元の膜であると提唱されている。
また超弦理論で表記される10次元中にはDブレーンと呼ばれる様々な次元の拡がりを持ったソリトンが存在する。Dブレーンは、もともと1次元の弦が端点を持ちうる空間として定義されているものだが、重力子等の閉じた弦はこの空間に依存せずにブレーン間を往来する。
超弦理論は重力の量子論の有力な候補であり、現時点でも特殊な条件下のブラックホールのエントロピーに関する問題に答えることができる。ブラックホールのエントロピーは表面積に比例しているが、この事実をDブレーンに張り付いた弦の状態を数え上げる、という方法で導き出している。これは熱力学のエントロピーを統計力学の手法で導き出すことに対応している。

## 宇宙論への応用
ブレーン描像を宇宙論に適用した理論は、ブレーンワールドと呼ばれ、典型的な模型では我々はこのブレーンの上に住んでいることになる。またこのモデルでは、量子力学で使われる3つの力に対して、何故重力が極端に弱いのかを説明がつけられるとしている。つまり、他の3つの力、即ち、電磁気力（電磁力ともいう）、弱い力、強い力に比較して弱いのは、他の次元にその大半が逃げてしまっているためと考えられる。
これに関連して、例えば宇宙論のインフレーションをブレーンの運動で捉えるなど、様々な研究がなされている。なお、ビッグバンは我々の存在する宇宙が所属する膜と他の膜の接触によるエネルギーが原因で起こったとするモデルもあり、エキピロティック宇宙論と呼ばれている。通常のインフレーションを導出しようとする試みも進行中である。

## 歴史

### カルツァ＝クライン理論
超弦理論は10次元時空でのみ理論が定式化されるため、超弦理論に基づいた多くのモデルでは、現実の4次元時空を導くために「カルツァ＝クライン理論」のアイデアを応用している。
1919年、テオドール・カルツァは5次元時空上での一般相対性理論（重力）を、4次元時空では、マクスウェル方程式（電磁気力）を考えるという理論のアイデアをアルベルト・アインシュタインへの手紙の中で明らかにした。論文はしばらくアインシュタインの机の中にあったが、その後アインシュタインの助力を得て1921年に発表された。
1926年になって、オスカル・クラインがカルツァの理論を修正して五次元時空の理論に余剰次元を非常に小さなスケールに折りこむというコンパクト化の理論を組み込んだ理論を発展させ、カルツァ＝クライン理論として知られるようになった。

### 弦理論初期
1950年代末から1960年代にかけて強い相互作用をする粒子（ハドロン）が多く発見され、それらの分類とその構成の成り立ちについての考察が始められた。超弦理論の元となった弦理論は、こうした粒子間に働く強い力の性質を記述するために考え出された。
まず、1950年代はじめにトゥーリオ・レッジェは、ハドロンの散乱実験において、共鳴状態の静止質量の2乗とスピンとの間に直線関係があることを見出した（レッジェ軌道）。1968年にイタリアのガブリエル・ヴェネツィアーノは、レッジェ軌道を再現する非常に簡単な公式で「散乱振幅」として表現した（ヴェネツィアーノ振幅）。
その公式を元に、ハドロンは振動する弦であると発表したのが、1970年の南部陽一郎、レオナルド・サスキンド、ホルガー・ベック・ニールセンである。それぞれ独立に発表された彼らの弦理論では、ハドロンは粒子ではなく振動する弦から構成され、粒子はそれぞれの振動モードに対応するというものであった。ただしこの理論では、弦の振動に理論の不安定性を表すタキオンが含まれるという欠陥が内包されていた。
南部らの弦理論ではボース粒子のみを記述していてフェルミ粒子は扱えないという問題もあったが、当時はフェルミ粒子を含めてボース粒子以外の記述を弦理論を拡張することで解を得ようという学者は少数派であった。1971年に、フランスのP.ラモン、A.ヌヴォ、アメリカのJ.シュワルツの3人によってボース粒子とフェルミ粒子の両方が扱える模型が提唱された。この模型が、超弦理論へと発展していくことになる。

### 第1次ストリング革命
1984年、グリーンとジョン・シュワルツによって、10次元の超重力理論および超弦理論でアノマリーのない理論が存在することが示されると、超弦理論は脚光を浴びるようになった。
特にE8×E8のゲージ場を含むヘテロティック超弦理論において、理論の定義される10次元のうち余分な6次元をカラビ-ヤウ多様体でコンパクト化した理論は、低エネルギーで {\displaystyle {\mathcal {N}}=1} の超対称性を持つ理論が導かれ、重力を含む統一理論の候補として盛んに研究された。
しかし、余分な6次元がコンパクト化されるメカニズムが不明であること、コンパクト化として可能な多様体の種類が無数にあり、その中から1つを選び出すことが摂動論の範囲では不可能であることなどの困難が存在した。

### 第2次ストリング革命
1995年、 ポルチンスキーによりDブレーンが超弦理論のソリトン解であることが示され、また、ウィッテンによりこれまで知られていた5つの超弦理論を統一する11次元のM理論が提唱されると、超弦理論は再び脚光を浴びることとなった。この2つは、それまでに予想されていた種々の双対性(S双対性、T双対性)と組み合わせることで、これまで摂動論の範囲でしか定義されていなかった超弦理論の非摂動的な性質の理解を深めることとなった。また、Dブレーンの低エネルギーでの性質は超対称ゲージ理論で記述されるため、ゲージ理論を用いて超弦理論の性質を調べること、逆に、Dブレーンの適当な配位を考えることでゲージ理論の非摂動的な性質を調べることが可能となり、精力的に研究された。
このDブレーンは、ブラックホールのエントロピーの表式を統計力学的に導出する際にも用いられ、超弦理論が重力の量子論であることの傍証となった。また、マルダセナによるAdS/CFT対応は、まったく別の理論である超対称ゲージ理論と超重力理論が、ある極限のもとで等価となることを予想し、超弦理論や重力理論、ゲージ理論に対して新しい知見を与えることとなった。

## 現状
超弦理論は、現時点では観測や実験事実を説明するまでには至っていないが、上記のようなブラックホールの問題への回答、宇宙論や現象論の模型への多大な影響、そしてホログラフィー原理の具体的な実現など、超弦理論に至る過程であげられた成果を挙げるにはいとまがない。超弦理論に懐疑的な発言をしていたスティーヴン・ホーキングも、晩年は超弦理論の成果を用いた研究を発表した。
一方で、『ストリング理論は科学か』を執筆したピーター・ウォイト、『迷走する物理学』を執筆した物理学者リー・スモーリンのような反対派・懐疑派も存在している。スモーリンは、実験的確証がないにも関わらず超弦理論に予算や人的資源が集中することで、他の研究の可能性が狭められてしまうことを問題視している。
ノーベル物理学賞は実証されたものが対象のため、現在のところ仮説の段階でしかない超弦理論の業績に対しては与えられていない。弦理論に重要な貢献を果たした南部陽一郎、デビッド・グロスらは別の業績で受賞している。

### 問題点
1. 『超弦理論』では現在のところ観測されていない9次元といった多数の次元を必要とする点で問題がある。超高エネルギーでの実験が可能ならばそのような次元を直接確認し、理論を検証できる可能性があるが、21世紀初頭の技術的展望では不可能だとされている。
2. 超対称性理論と同様に、現在観測されている素粒子の倍程度の新粒子の存在を予言する。
3. 重力の量子論の有力候補とされているものの、現在の超弦理論は背景依存の理論形式であり、背景独立でない理論は真の量子重力理論にはなり得ないという批判がある。
4. カラビ-ヤウ空間の形状などに依存して、膨大な数の超弦理論が存在し得る。そのようなパラメータを調整して、我々の宇宙の物理法則と適合する超弦理論を選び出すことは計算量の面から非常に困難なことが判明している。膨大な数の超弦理論が、それぞれ別の宇宙を表すとの考え方もあるものの、我々の宇宙の法則を得られなければ、実用理論としては意味が無いかもしれない。

このため超弦理論を物理学の仮説として扱うことに疑問を持つ物理学者も多い。
しかしながら、現在も探求が行われている分野であり、かつ、その研究の発展は数多くの大統一理論及び、超統一理論の候補の1つとして、今も数多くの研究が行われている。

### 原論文
1992年以降の論文のプレプリントは、arXivのhep-thセクションで読むことが出来る。日本国内からは、京都大学基礎物理学研究所のミラーを使うことが推奨されていた（2015年12月まで）。

### 教科書
- Michael B. Green, John H. Schwarz, Edward Witten (1988). Superstring Theory. Cambridge University Press. ISBN 978-0521357524 - 超弦理論の最初の教科書。
- Joseph Polchinski (2005). String Theory. Cambridge University Press. ISBN 978-0521672276
- Joseph Polchinski (2005). String Theory Vol. 2. Cambridge University Press. ISBN 978-0521672276 - D-ブレインの発見者が書いた教科書で、90年代半ばの発展までがまとまっている。
- 太田信義『超弦理論・ブレイン・M理論』シュプリンガーフェアラーク東京〈シュプリンガー現代理論物理シリーズ〉、2002年。ISBN 978-4431709701。 - 著者が大阪大学理学系大学院（前期課程）の講義で使ったノートをまとめたもの。
- Barton Zwiebach (2004). A First Course in String Theory. Cambridge University Press. ISBN 978-0521831437
- 江口徹、今村洋介：「素粒子の超弦理論」、岩波書店（物理の世界：素粒子と時空　5）、ISBN 4-00-011145-0 (2005年4月26日)。
- Elias Kiritsis (2007). String Theory in a Nutshell. Princeton University Press. ISBN 978-0691122304
- Kartin Becker, Melanie Becker, John H. Schwarz (2007). String Theory and M-Theory: A Modern Introduction. Cambridge University Press. ISBN 978-0521860697 - AdS/CFTなどの発展まで触れた教科書。
- David McMahon (2008). String Theory DeMYSTiFieD. McGraw-Hill Education. ISBN 978-0071498708
- 今村洋介『超弦理論の基礎』サイエンス社〈SGCライブラリー 80〉、2011年。ASIN: B004I3WZXA。
- Peter West (2012). Introduction to Strings and Branes. Cambridge University Press. ISBN 978-0521817479
- Ralph Blumenhagen, Dieter Lüst, Stefan Theisen (2012). Basic Concepts of String Theory. Springer. ISBN 978-3642294969
- 細道和夫『弦とブレーン』朝倉書店〈Yukawaライブラリー 2〉、2017年。ISBN 978-4254138023。

### 読み物
- Brian Greene, The Elegant Universe, Vintage Books 1999, 2003, ISBN 0-375-70811-1
  - ブライアン・グリーン（著）,林一（訳）,林大（訳）, エレガントな宇宙 -超ひも理論が全てを解明する-, 草思社 2001, ISBN 978-4794211095
- Lisa Randall, Warped Passages -Unravelling the Universe's Hidden Dimensions, Allen Lane, 2005
  - リサ・ランドール（著）, 向山信治（監訳）,塩原通緒（訳）,ワープする宇宙-5次元時空の謎を解く-, NHK出版 2007, ISBN 978-4140812396
- 川合光（著）,はじめての超ひも理論 -宇宙・力・時間の謎を解く-,講談社現代新書,2005, ISBN 978-4061498136 - 当時、著者が理化学研究所との併任へと移行する時期と重なったため、ルポライターの高橋繁行によって記述が行われた。
- ミチオ・カク（著）, 斉藤隆央（訳）, パラレルワールド -11次元の宇宙から超宇宙へ-, NHK出版 2006, ISBN 978-4140810866
- レナード・サスキンド（著）,村田陽子（訳）, 宇宙のランドスケープ -宇宙の謎にひも理論が答えを出す-, 日経BP 2006 ISBN 978-4822282523
- 橋本幸士（著）,UT Physics2 Dブレーン -超弦理論の高次元物体が描く世界像-, 東京大学出版会, 2006, ISBN 978-4130641012
- 村山斉（著）,宇宙は何でできているのか -素粒子物理学で解く宇宙の謎, 幻冬舎新書, 2010, ISBN 978-4-344-98188-1
- 伊藤英男（著）,ポケット図解 最新超ひも理論がよ~くわかる本, 秀和システム, 2011, ISBN 978-4798031675
- 大栗博司（著）,重力とは何か -アインシュタインから超弦理論へ、宇宙の謎に迫る, 幻冬舎新書, 2012, ISBN 978-4-344-98261-1
- 大栗博司（著）,大栗先生の超弦理論入門, 講談社新書ブルーバックス, 2013, ISBN 978-4062578271
- 橋本幸士（著）,超ひも理論をパパに習ってみた　天才物理学者・浪速阪教授の70分講義, 講談社, 2015, ISBN 978-4061531543

#### 懐疑的なもの
- ピーター・ウォイト『ストリング理論は科学か: 現代物理学と数学』松浦俊輔（訳）、青土社、2007年。
- リー・スモーリン『迷走する物理学』松浦俊輔（訳）、武田ランダムハウスジャパン、2007年。
- ローレンス・M・クラウス『超ひも理論を疑う―「見えない次元」はどこまで物理学か?』斉藤隆央（訳）、早川書房、2008年。
- ザビーネ・ホッセンフェルダー『数学に魅せられて、科学を見失う』吉田三知世 （訳）、みすず書房、2021年。

### 関連理論
- ブレーンワールド - Dブレーン
- M理論
- 多元宇宙論
- ゲージ理論 - 標準模型 - 統一場理論 - 超対称性理論
- 相対性理論 - 超重力理論 - 量子重力理論
- 宇宙論
- 数学 - 物理学
- ループ量子重力理論
- 非可換幾何学
- 八元数
- E8理論